# Kim Yu-taek
Kim Yu-taek (김유택?; Seul, 10 ottobre 1963) è un ex cestista e allenatore di pallacanestro sudcoreano.

## Carriera
Da giocatore con la Corea del Sud ha disputato i Giochi di Seul 1988 e tre edizioni dei Campionati del mondo (1986, 1990, 1994).